# St Kilda Football Club
O St Kilda Football Club, conhecido como "The Saints", é um clube profissional de futebol australiano que compete na Australian Football League (AFL). O clube é sediado em  St Kilda, Melbourne, Austrália, e joga suas partidas no Docklands Stadium. O clube tem sede de treinamento e administração no Linen House Centre em Seaford, onde jogou anteriormente entre 1991 e 2013. Os saints são conhecidos por um único título da AFL, em 1966, e baixas estatísticas na AFL recentemente.